# Andy Newmark
Andrew "Andy" Newmark (ur. 14 lipca 1950) – amerykański muzyk, w latach 1972 – 1973 perkusista funkowego zespołu Sly and the Family Stone.
Newmark został zaproszony do gry przez saksofonistę zespołu w miejsce Gerry’ego Gibsona, który wcześniej zastąpił jednego z założycieli Family Stone – Gregga Errico. Jako perkusista tego zespołu, Newmark nagrał tylko jeden album – Fresh (1973) oraz przez dwa lata występował z zespołem na koncertach.
Po opuszczeniu Family Stone w roku 1974, Newmark występował i nagrywał z wieloma kluczowymi muzykami lat 70. i 80., takimi jak John Lennon, B.B. King, Eric Clapton, David Bowie, Bryan Ferry, George Harrison, Rickie Lee Jones, Randy Newman, Pink Floyd, Roger Waters, Ronnie Wood, David Gilmour, Roxy Music, ABC, The Doobie Brothers, Laura Nyro, Elkie Brooks, Sting, czy George Benson.
Zagrał na albumie Carly Simon z 1971 – Anticipation oraz na albumie Gary’ego Wrighta z 1975 – Dream Weaver. W roku 1980 grał u boku Johna Lennona podczas nagrywania ostatniego albumu wydanego za życia artysty – Double Fantasy, oraz albumu z roku 1984 – Milk and Honey. Zagrał również na albumie Seasons of Glass (1981) u boku Yoko Ono, wraz z większością muzyków sesyjnych, którzy wcześniej zagrali na Double Fantasy.
Jest patronem szkoły Drumtech w Londynie, gdzie uczniowie uczą się gry na perkusji i instrumentach perkusyjnych.
W ostatnich latach Newmark grał z Bryanem Ferry podczas jego światowej trasy koncertowej, m.in. w Australii, Rosji i Anglii.
Andy Newmark gra na bębnach firmy Yamaha i talerzach firmy Zildjian.